# ملك موسو
ملك موسو (من مواليد 11 نوفمبر 1988)، اشتهرت باسمها المسرحي ملك موسو، هي موسيقية تركية ومدرسة موسيقى.

## الحياة والوظيفي
ولدت ملك موسو في 11 نوفمبر 1988 في قيصري. بدأت في تأليف الموسيقى في سن السابعة. في سن التاسعة، بدأت تأخذ دروس با أوشلاما و الموسيقى الشعبية التركية في المعهد الموسيقي لبلدية دنيزلي. ثم واصلت موسو تعليمها في مدرسة الفنون الجميلة الثانوية، حيث بدأت العزف على الناي الحفل الغربي. أكملت تعليمها الجامعي في جامعة عدنان مندريس، كلية التربية، قسم تدريس الموسيقى. كانت عازفة جوقة وعازفة منفردة طوال سنوات دراستها الجامعية.
بعد الانتهاء من تعليمها، كانت تؤدي أحيانا على كاد ارمك ارمي - كن أوشيكتاş خط في اسطنبول. كما نظمت بيانو، الفلوت، سولف أومجي والوئام دروس لطلابها الذين أرادوا إجراء امتحانات المعهد الموسيقي. موسو أيضا شاركت في مختلف المسابقات الموسيقية وأداء موسيقى الجاز و سوينغ مع زبام الفرقة التي أسستها مع أصدقائها الموسيقيين.
غطاء موسو من تيلبي أغنية "فورسالار أوكلميم"، حصل على أكثر من 100 مليون مشاهدة على موقع يوتيوب. جنبا إلى جنب مع رقم 1، أعربت عن أغنية "ملا يوجد ضوء"، والتي تم تضمينها في الموسيقى التصويرية للمسلسل التلفزيوني الحفرة وشاهد أكثر من 100 مليون مرة على موقع يوتيوب. ظهرت الأغنية لاحقا في الألبوم رقم 1 سياه بيرق. في عام 2018، لعبت أغنيتها "كيدي" من قبل محطات إذاعية مختلفة في تركيا.

## ديسكغرفي
- ملك موسو (2020)

الفردي "كيدي" (2018)
"غولغن يتر" (2018)
"كيكليك جيبي" (2019)
"فورسالار أوليم" (2019)
"ساريلا ساريلا" (2019)
"غونول غوزو" (2020)
"أونوتان كازانر" (2020)
"كومارتسي توركوسو" (2020)
"يالان" (قدم. الببغاوات) (2020)
"كورتولدون ديديلر" (2020)
"كيزغينيم" (2021)
"أغلارسام" (2021)
"سونراسي كالير" (2021)
"جل ديسيم دي جيلمي" (مع أراس) (2021)
"الزلوف" (مع هالوك ليفنت) (2021)
"بارايلا سعادة أولماز" (من ألبوم سيفدا يوكلو ساركيلار) (2021)
"حياة كايميش" (2021)
"كيربيكلرين" (2021)
"كيمسينين كيمسيسي" (مع فيس تشولاك) (2021)
"فص" (من ألبوم يني توركو زمانسيز) (2022)
"سنوات لا ترحم" (من ألبوم ألبوم تحية : بيرغن) (2022)
"التخلي عن قلبي" (2022)
"صباحجي قهفيسي" (2022)
"بو إيش بيتميش" (2022)
"أطلقت النار على (مباشر)" (مع شانيشر) (2022)
"بارايلا سعادة أولماز" (2022)
"بني هاتيرلا" (مع سيلان إرتيم) (من ألبوم هل تسمع؟) (2022)
"جناق قلعة توركوسو" (مع بوركو آري، الفذ. خديجة دافارسي) (2022)